# تاريخ الأزياء الغربية

## بدايات تصميم الأزياء

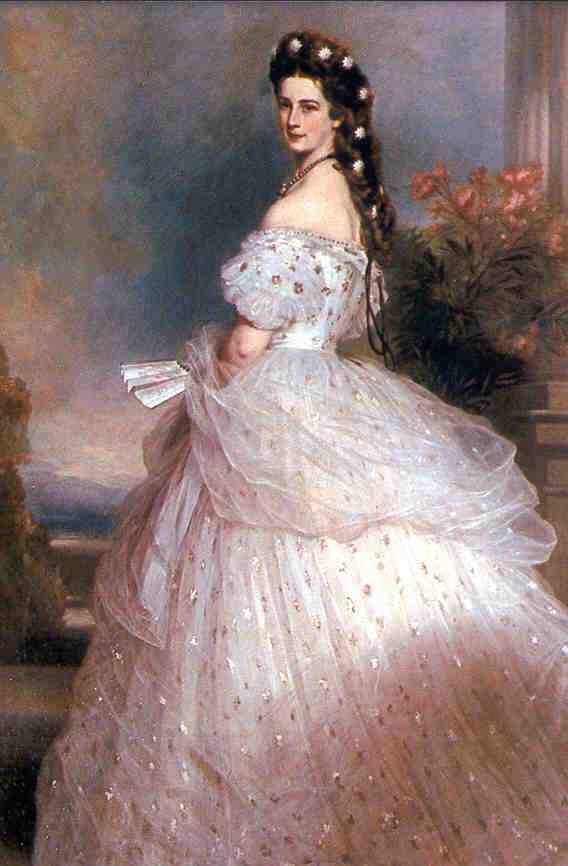
Dress designed by Charles Frederick Worth

كان تشارلز فردريك وورث (1826 - 1895) مصمم الأزياء الأول ولم تقتصر تصاميمه على خياطة الفساتين. قبل ما قام  دريبر بإعداد ميزون دي الأزياء (دار الأزياء) في باريس، كان يتتولى تصميم الملابس والإبداع الكثير من الخياطات مجهولات الهوية.وانحدرت الاأزياء الراقية من  الأنماط التي يرتديها الناس  في المحاكم الملكية.وكان نجاح وورث باهرا لدرجة انه أصبح يعلم زبائنه ما ينبغي ان يرتدوه بدلا من اتباع رأيهم فقط مثل ما كانت تفعل الخياطات سابقا.
وخلال هذه الفترة بدأت العديد من  دور الأزياء بتوضيف الفنانين لرسم أو تلوين التصاميم للملابس الجاهزة. و الصور وحدها يمكن تقديمها إلى الزبائن والتي ستتكون ارخص بكثير من إنتاج عينه فعلية للفستان. وإذا اعجب الزبون التصميم، يقوم بطلبة وبذلك يجلب الفستان المال للدار. وهكذا، بدأ ت عادة المصميمين برسم التصاميم بدلا من عرض فساتين كاملة للزبائن كاقتصاد.

## أوائل القرن العشرين
في أوائل القرن العشرين، نشأت فعليا جميع صيحات الموضة في باريس وبدرجة اقل في لندن.وكانت مجلات الموضة من الدول الأخرى بأرسال المحررين إلى اسبوع الموضة في باريس.كما أرسلت المتاجر المشترين للمعارض في باريس، حيث قاموا بشراءالملابس لتقليدها  (وسرقوا علنا الأنماط وتفاصيل الوضه للاخرين). وأظهرت صالونات «صنع _ليلبس» ومتاجر «صالح للأرتداء» أخر صيحات الموضة في باريس، لتتكيف المحلات  مع الافتراضات لزبائنها  المستهدفين حول اساليب الحياة وكتب الجيب.
وفي هذا الوقت في تاريخ الموضة لم يكن الانقسام بين تصميم الأزياء الرقاية والجاهزة للارتداء محدد بشكل واضح. وكان  طريقتتا الإنتاج المنفصله عن بعضها البعض ما زالت أبعد ما تكون عن المنافسة، وبالفعل، غالبا ما تتواجد في بيت واحد معا حيث تنتقل الخياطة من صناعة الملابس إلى الملابس الجاهزة. 
 
 
وفي بداية القرن العشرين قامت مجلات تصميم الملابس بأدراج صور مما جعلها أكثر تأثيرا في ذلك الوقت من المستقبل.ولاقت هذة المجلات رواجا كبيرا في المدن حول العالم مما جعل لها تأثير كبيرا على الذوق العام. قام الرسامين الموهوبين من بينهم: ايريبى بول، جورج لباب، Erté، وجورج باربر -برسم لوحات الموضة الرائعة  لهذه المنشورات، التي غطت  التطورات الأخيرة في الموضة والجمال. وربما كان الأكثر شهرة من هذه المجلات طن بون دو لوس أنجليس الجريدة التي أسسها في عام 1912 فوغيل لوسيان وتنشر بانتظام حتى عام 1925.

### القرن العشرين

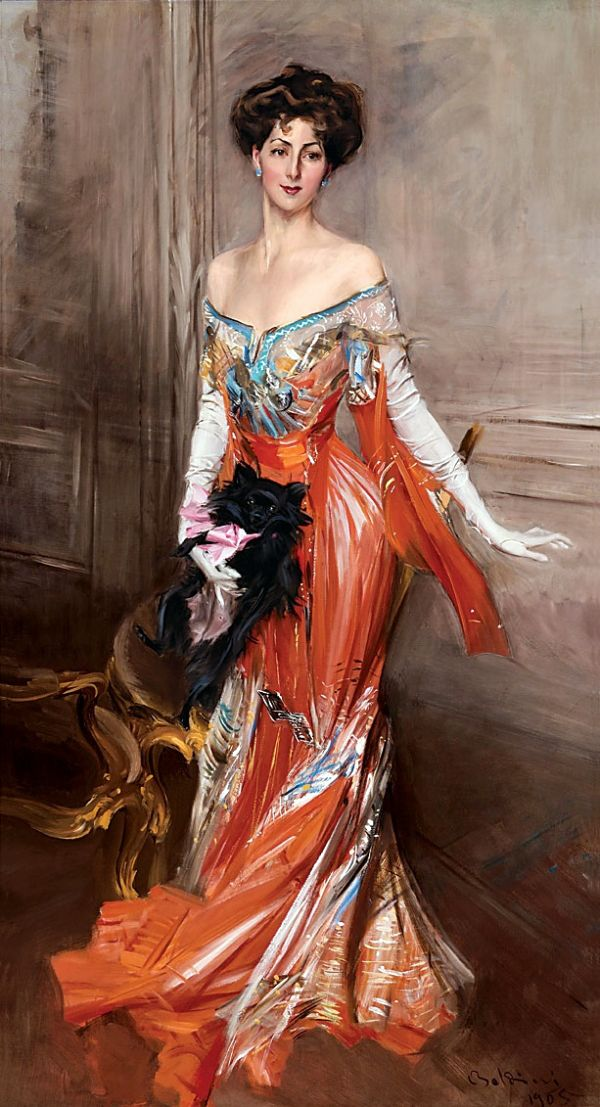
Fashionable lady of the era

كانت الملابس التي  ترتديها المرأة العصرية من قبل  «بيل Époque» (كما كان يسمى هذا العصر الفرنسية)  تشابه لتلك التي كانت في ذروة رأد الموضة شارلز وورث. وبحلول نهاية القرن التاسع عشر، كانت آفاق صناعة الأزياء قد وسعت عموما و يعزى  ذلك جزئيا إلى أسلوب حياة أكثر استقرارا واستقلال  والذي كانت تتبعة العديد من النساء الثريات.
ريدفيرن ميزون كان دار الأزياء الأول الذي قدم للمرأة بدلة مفصلة تستند مباشرة إلى نظيرتها لدى الذكور وسرعان ما أصبح  اللباس العملي والقماش الراقي جزء لا يستغنى عنه في خزانه أي سيدة حسنة الهندام، وكما كانت أيضا قبعة لمصمم معروف شيء ليجب أن يتوفر لدى السيدة الراقية، وكانت القبعات التي على الموضة في ذلك الوقت اما التي تكون صغيره جدا على شكل الحلويات التي توضع أعلى الرأٍس. أو كبيرة واسعة الحواف  التي تزين بالشرائط والورد وحتى الريش. كارولين ريبوكس، وليجروكس، ولويس هاء كانت الأسماء الأكثر رواجا في ذلك الوقت.